# Phorusrhacos
Sếu lớn (Danh pháp khoa học: Phorusrhacos) là loài chim ăn thịt lớn, phân bố ở phía nam đại lục châu Mỹ 20 triệu năm trước đây. Chúng là động vật tiền sử, được xác định thông qua những hóa thạch còn sót lại.

## Đặc điểm
Sếu lớn là loài không biết bay. Trước đây, đại lục Nam Mỹ vẫn chưa có sự xuất hiện của động vật có vú. Sếu lớn là loài động vật đầu tiên xuất hiện ở lục địa này. Loài chim không biết bay này cao 2,5m, trọng lượng lên tới 130 kg, đầu và đuôi có kích thước lớn như nhau. Đôi cánh của nó có thể dùng để săn mồi. Chúng ăn những động vật có vú và xác chết. Tuy chúng không biết bay nhưng chạy rất nhanh. Sau khi bắt được con mồi, sếu lớn liền dùng sức mạnh của đôi cánh để giữ mồi và dùng mỏ để xé mồi.